# Callicera sackeni
Callicera sackeni är en tvåvingeart som beskrevs av George Henry Verrall 1913. Callicera sackeni ingår i släktet bronsblomflugor, och familjen blomflugor.
Artens utbredningsområde är Myanmar. Inga underarter finns listade i Catalogue of Life.